# Lijst van rijksmonumenten aan de Singel in Amsterdam
Een overzicht van de 278 rijksmonumenten aan de Singel in Amsterdam.
De lijst is opgesplitst in twee delen:
- De lijst van het noordelijke gedeelte vanaf de Prins Hendrikkade tot de Raadhuisstraat. Dit zijn de nummers 1 t/m 229 aan de oneven zijde en 2 t/m 240 aan de even zijde.
- De lijst van het zuidelijke gedeelte vanaf de Raadhuisstraat tot de Munt. Dit zijn de nummers 231 t/m 439 aan de oneven zijde en 242 t/m 528 aan de even zijde.